# Elle Hearns
Elle Hearns (Columbus, Ohio, c.1986/1987) é uma ativista americana que luta pelos direitos das pessoas transgênero. Foi co-fundadora da Rede Global do Black Lives Matter, onde atuou como parceira estratégica e coordenadora. Ela também fundou o Instituto Marsha P. Johnson, onde atua como diretora executiva.

## Infância e educação
Hearns nasceu em Columbus, Ohio. Ela cresceu em uma casa com apenas um pai e com duas irmãs. Ela passou por dificuldades por ter sido criada como "um garotinho negro que estava existencialmente preso no corpo de um garoto, mas que era definitivamente uma garota". Antes de descobrir que era transgênero, ela acreditava ser gay, e lidava com pensamentos suicidas, pois achava que ser gay era um pecado.
Hearns tinha grande interesse no black power e estudou sobre Malcolm X e o movimento dos direitos civis. Tornou-se organizadora de jovens e depois frequentou a Universidade Estadual Central, uma universidade historicamente negra em Wilberforce, Ohio.

## Carreira
Em 2013, Hearns foi co-fundadora da Rede Global do Black Lives Matter. Como parceira estratégica e coordenadora, ela ajudou a desenvolver políticas para a rede, incluindo a plataforma de políticas de 2016 chamada "Uma Visão para Vidas Negras". Ela co-organizou um Dia de Ação Nacional em 2015 para dar maior atenção às mulheres trans negras que haviam sido mortas naquele ano.
Em 2015, Hearns foi uma das organizadoras do The Movement for Black Lives, uma conferência nacional de três dias em Cleveland, Ohio.
Elle foi a fundadora do Instituto Marsha P. Johnson, onde atua como diretora executiva. A missão do instituto, que foi inaugurado em 2016, é treinar e apoiar mulheres trans e pessoas de gênero não-conforme femininas negras.
Hearns também atuou como coordenadora da GetEQUAL, e como embaixadora do Coletivo de Mulheres Trans de Cor (TWOCC). Seus textos foram destacados por várias publicações, incluindo a City University of New York Law Review e Ebony.

## Ativismo
Em 2015, Hearns apareceu no Democracy Now! e All Things Considered, discutindo sobre a morte de Tamir Rice.
Em fevereiro de 2017, Elle, junto de outras ativistas trans, criticou o "pussyhat" que havia se tornado um símbolo da Marcha das Mulheres de 2017, afirmando que o movimento precisa ser verdadeiramente interseccional e levar em conta a "anatomia de todas as pessoas".
Em agosto de 2017, Hearns e outras organizadores do Instituto Marsha P. Johnson, ao lado de outras ativistas trans, se manifestaram contra um episódio do programa de rádio The Breakfast Club, no qual foram feitas observações sobre mulheres trans. O comediante Lil Duval brincou sobre matar uma parceira sexual se ele descobrisse que ela era transgênero, e o apresentador Charlamagne Tha God, apesar de mencionar que matar uma pessoa trans era um crime de ódio, afirmou que as mulheres que não revelavam seu serem transgênero estavam "tirando a escolha de uma pessoa" e "deveria ir para a cadeia ou algo do tipo". Hearns e suas colegas fizeram uma petição pedindo que o programa fosse retirado do ar.
No dia 30 de setembro de 2017, Hearns falou na Marcha pelas Mulheres Negras, em Washington, D.C. sobre a irmandade entre mulheres negras transgênero e cisgênero.

## Honras e reconhecimento
- 2017 – "Woke 100 Women" pela Essence[19]
- 2017 – "100 afro-americanos mais influentes" pela The Root[20][21]

## Vida pessoal
Hearns mudou-se para a área de Washington, D.C. em 2014. Ela agora divide seu tempo entre a capital e Nova York.